# Borsa Italiana

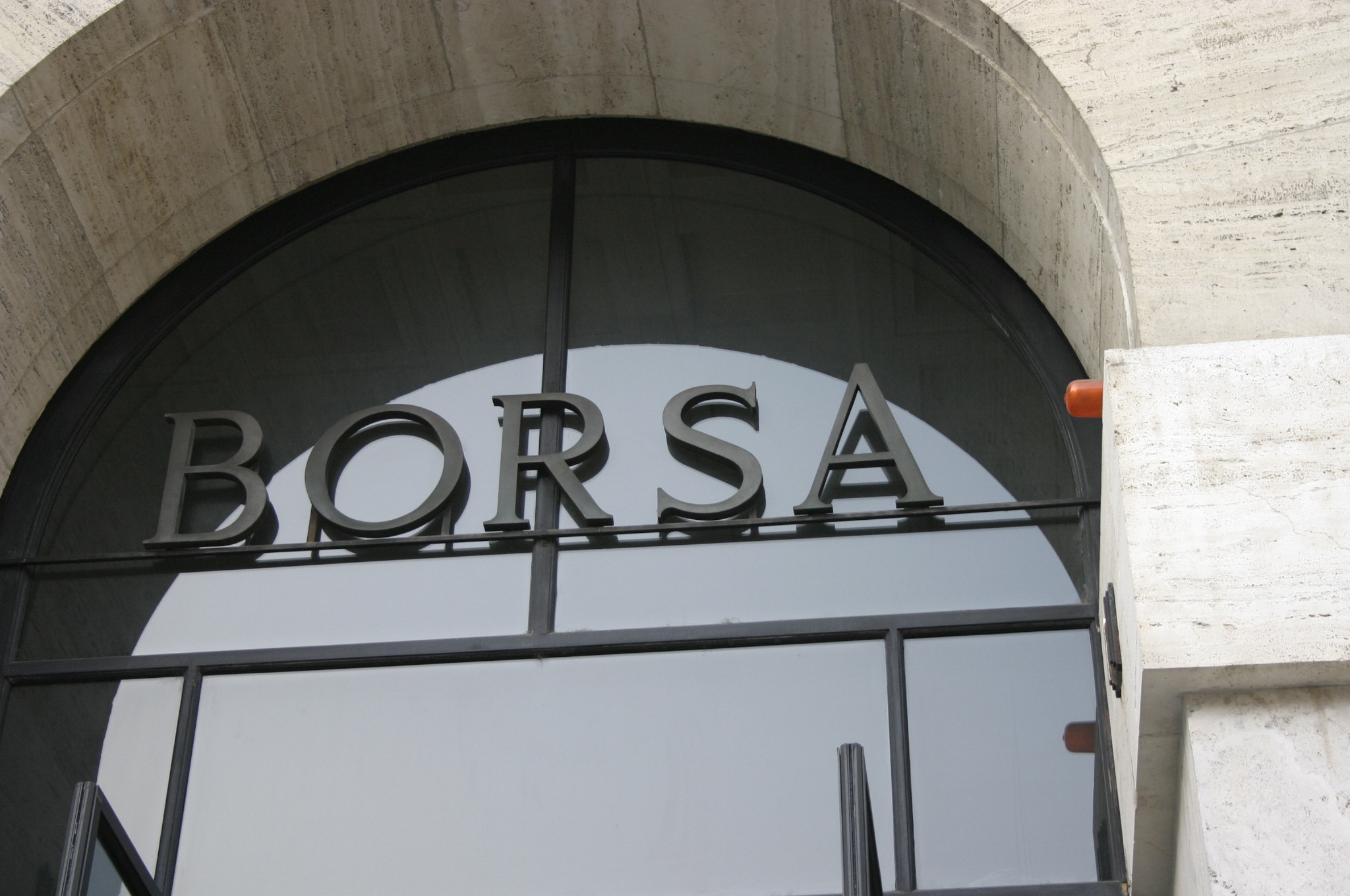

Borsa Italiana S.p.A., är en börs som ligger i Milano, det är Italiens största börs. Börsen privatiserades 1997, och köptes upp av London Stock Exchange under 2007. 2005 var bolagen listade på börsen värda US$890 miljarder.